# Auw AG
| AG ist das Kürzel für den Kanton Aargau in der Schweiz. Es wird verwendet, um Verwechslungen mit anderen Einträgen des Namens Auw zu vermeiden. |

Auw [ˈaʊ̯ʋ] ist eine Einwohnergemeinde und ein Dorf im Schweizer Kanton Aargau. Sie gehört zum Bezirk Muri und liegt an der Grenze zum Kanton Luzern.

## Geographie
Die Gemeinde am Fusse des Lindenbergs besteht aus den Ortsteilen Auw und Rüstenschwil. Die östliche Hälfte des Gemeindegebiets ist flach bis wellig und befindet sich im Übergangsbereich zwischen Bünztal und Reusstal. Die Hauptsiedlung Auw liegt im Süden. Etwas mehr als einen Kilometer nördlich davon liegt der etwa halb so grosse Ortsteil Rüstenschwil. Dazwischen fliesst der Sembach von West nach Ost. Der südwestliche Teil der Gemeinde, auf dem mehr als ein Dutzend Einzelhöfe verstreut sind, steigt allmählich zum Kamm des Lindenbergs an. Die untere Hälfte des Hangs wird landwirtschaftlich genutzt, während die obere Hälfte fast vollständig mit Wald bedeckt ist. Der Mariahaldenbach fliesst von der Höhe des Lindenbergs bis in das Dorfzentrum von Auw und bildet dort zusammen mit dem Fuchshaldenbach den Dorfbach.
Die Fläche des Gemeindegebiets beträgt 856 Hektaren, davon sind 207 Hektaren bewaldet und 88 Hektaren überbaut. Der höchste Punkt befindet sich auf 788 m ü. M. im Büelwald auf dem Kamm des Lindenbergs, der tiefste auf 455 m ü. M. an der östlichen Gemeindegrenze. Nachbargemeinden sind Beinwil (Freiamt) im Norden, Mühlau im Osten, Sins im Süden sowie das luzernische Hohenrain im Westen.

## Geschichte
Der Ort wird erstmals 924 in einem Zinsrodel des Fraumünsterstifts in Zürich erwähnt (de Houva: Engizo … item de Ouva: iacet 1 geldus), dann erst wieder ab dem 12. Jahrhundert als Ouwa, Owe etc. Der Ortsname stammt vom althochdeutschen ouwa und bedeutet «wassernahes Land». Im Mittelalter waren das Kloster Muri und die Herren von Reussegg (bei Sins) die wichtigsten Grundherren. Die niedere Gerichtsbarkeit lag in den Händen der Habsburger und der Ritter von Reussegg, während die Habsburger die Blutgerichtsbarkeit allein ausübten. Auw und Rüstenschwil lagen im habsburgischen Amt Meienberg.
1415 eroberte Luzern das Amt Meienberg, musste es aber 1425 an den gemeinsamen Besitz der Eidgenossen zurückgeben. Aus den eroberten Gebieten wurden die Freien Ämter gebildet, eine Gemeine Herrschaft. 1429 verkaufte Henman von Reussegg seine niedergerichtliche Herrschaft Rüssegg an einen Luzerner Bürger, 1502 gelangte die Herrschaft in den Besitz der Stadt Luzern. Die Herrschaft Rüssegg umfasste in Auw einige Häuser und Matten vornehmlich im oberen Dorfteil. Der andere Teil der niedergerichtlichen Herrschaft in Auw ging mit der Eroberung 1415 an die neuen Landesherren über. Für das Dorf Auw ist eine Dorfoffnung aus dem Jahr 1675 belegt, für Rüstenschwil eine aus dem Jahr 1729. Um 1720 musste Meienberg gegen Bezahlung von 375 Gulden grössere Gebiete in der Kalchtarre und am Galgenrain an Auw abtreten.
Kirchlich war Auw bis 1638 eine Filiale der Pfarrei Sins (Urbarium von 1641), danach betreute das Kloster Engelberg bis 1849 die neue Pfarrei. Schliesslich erwarb die Kirchgemeinde 1865 die Kollatur vom Kloster. Die Auwer Kirchgemeinde war bis 1821 Teil des Bistums Konstanz, seither gehört sie zum Bistum Basel. Am 8. Februar 1715 zerstörte ein Grossbrand in Auw 43 Häuser und machte 150 Einwohner obdachlos.
Im März 1798 nahmen die Franzosen die Schweiz ein und riefen die Helvetische Republik aus. Auw und Rüstenschwil (mit Wallenschwil) bildeten je eine Agentschaft und gemeinsam eine Munizipalität im Distrikt Muri des kurzlebigen Kantons Baden. Nach der Gründung des Kantons Aargau im Jahr 1803 wurden Auw und Rüstenschwil zu einer einheitlichen Einwohnergemeinde vereinigt, die Ortsbürgergemeinden, die einige Aufgaben autonom erledigten, jedoch erst 1908.
Seit 1835 besteht in Auw eine Poststelle. 1896 wurde eine Telefonstation mit Telegrafendienst sowie 1921 ein Telefonortsnetz mit Handzentrale errichtet. Der Ortsteil Rüstenschwil verfügte von 1855 bis 1982 über eine eigene Poststelle. Seit 1909 ermöglicht die Elektra Auw die elektrische Versorgung. In der zweiten Hälfte des 19. Jahrhunderts nahm die Einwohnerzahl um über 20 Prozent ab, da viele Bewohner aufgrund zunehmender Armut auswandern mussten. Danach pendelte sie bis etwa 1970 stets zwischen 700 und rund 850. Mitte der 1970er Jahre setzte, durch die Nähe zu den Städten Luzern und Zug begünstigt, eine verstärkte Bautätigkeit ein. Die Gemeinde wuchs innerhalb von dreissig Jahren um mehr als die Hälfte.

## Sehenswürdigkeiten

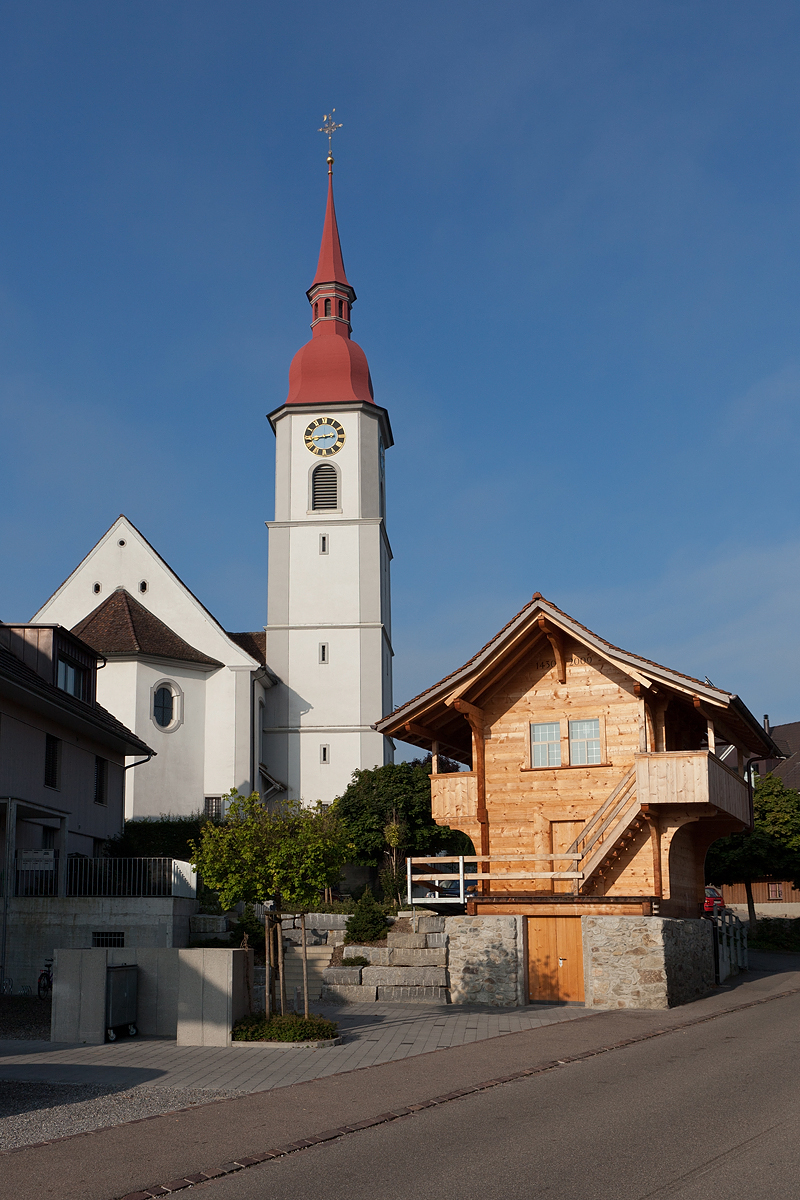
Pfarrkirche St. Nikolaus und Speicher

Historisches Luftbild von Werner Friedli vom August 1970

Die Pfarrkirche St. Nikolaus befindet sich am südlichen Dorfrand. In ihr wurde die heiliggesprochene Maria Bernarda Bütler getauft. Kirchenschiff und Chor entstanden 1705 im barocken Stil, 1749/1750 kam an der Nordostseite ein Kirchturm hinzu. Gegenüber auf der anderen Strassenseite steht das Pfarrhaus, ein schlichter verputzter Fachwerkbau aus dem Jahr 1834.
Im Falk östlich von Auw, gegen Reussegg hin, liegt die «Rüssegger Mauer», eine mehrere hundert Meter lange Reihung von Megalithen, deren Bedeutung unbekannt ist. Das Haus an der Käsereistrasse 13 gilt als bislang ältester bekannter Profanbau des Freiamts. Der Kern dieses Ständerbaus mit Tätschdach stammt von 1469/1470. Das Haus an der Sinserstrasse 3 ist ein typologisch seltener dreigeschossiger Ständerbohlenbau, der nach dem Dorfbrand von 1715 erstellt wurde. Auf der Strassenseite gegenüber besitzt der Gasthof «Hirschen» ein Rokoko-Wirtshausschild von 1798. Beim Doppelhaus an der Sinserstrasse 19/21 handelt es sich um einen Innerschweizer Bautypus mit altertümlichem Tätschdach von 1666. Das 1723/1724 errichtete Sigristenpfrundhaus an der Mühlauerstrasse 3 weist einen Bohlenständer-Wohnteil mit Tätschdach auf. Die Alte Mühle an der Alikonerstrasse 6 wurde 1766 als giebelbetonter Ständerbau auf einem massiven Sockelgeschoss errichtet.
In der St. Josefskapelle in Rüstenschwil (Baujahr 1755) befinden sich reizvolle Deckengemälde von Joseph Keller. Daneben steht einer der wenigen übrig gebliebenen Speicher der Gemeinde, ein turmartiger Blockbau aus dem Jahr 1618.

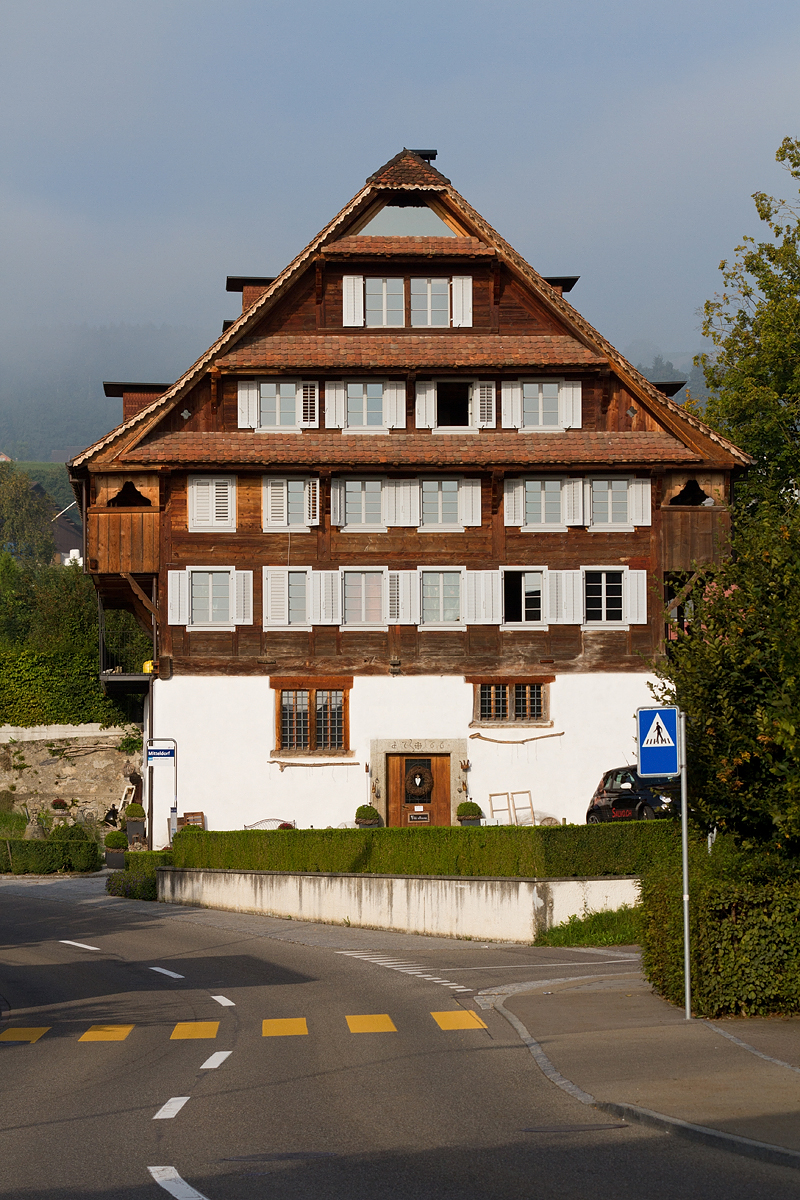
Alte Mühle
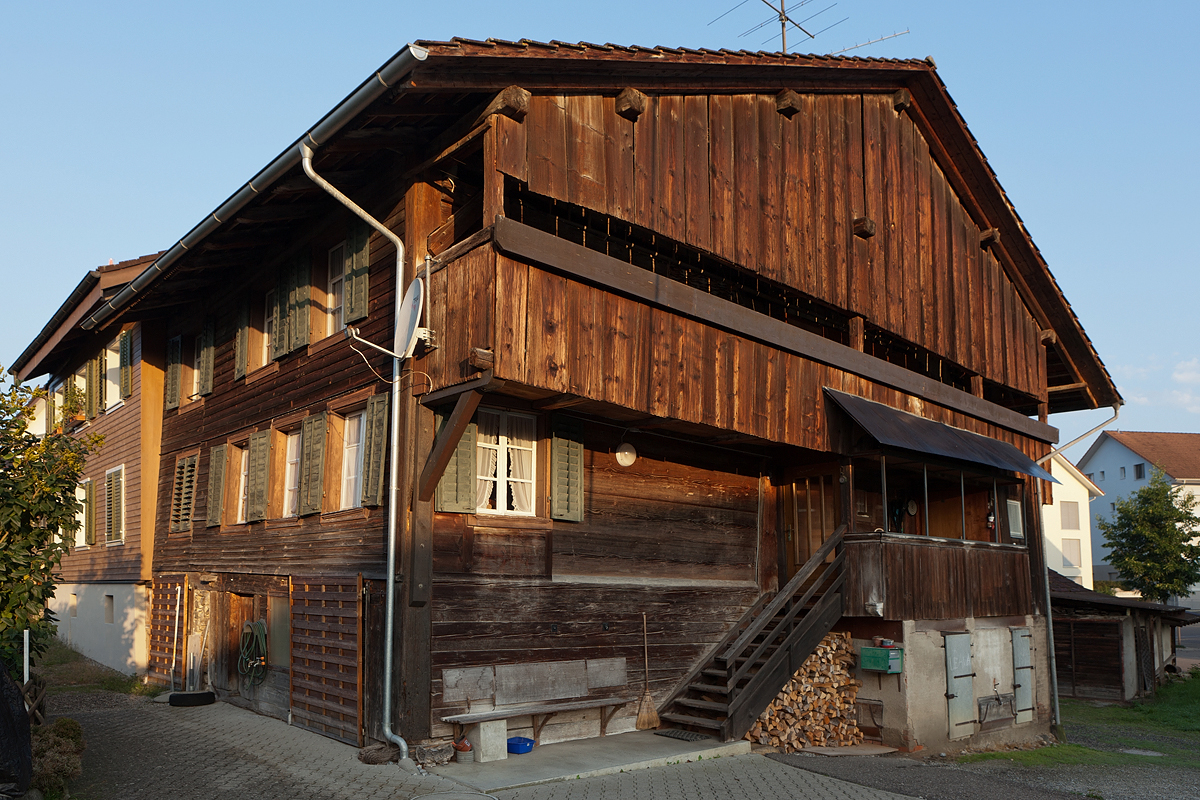
Wohnhaus Käsereistrasse
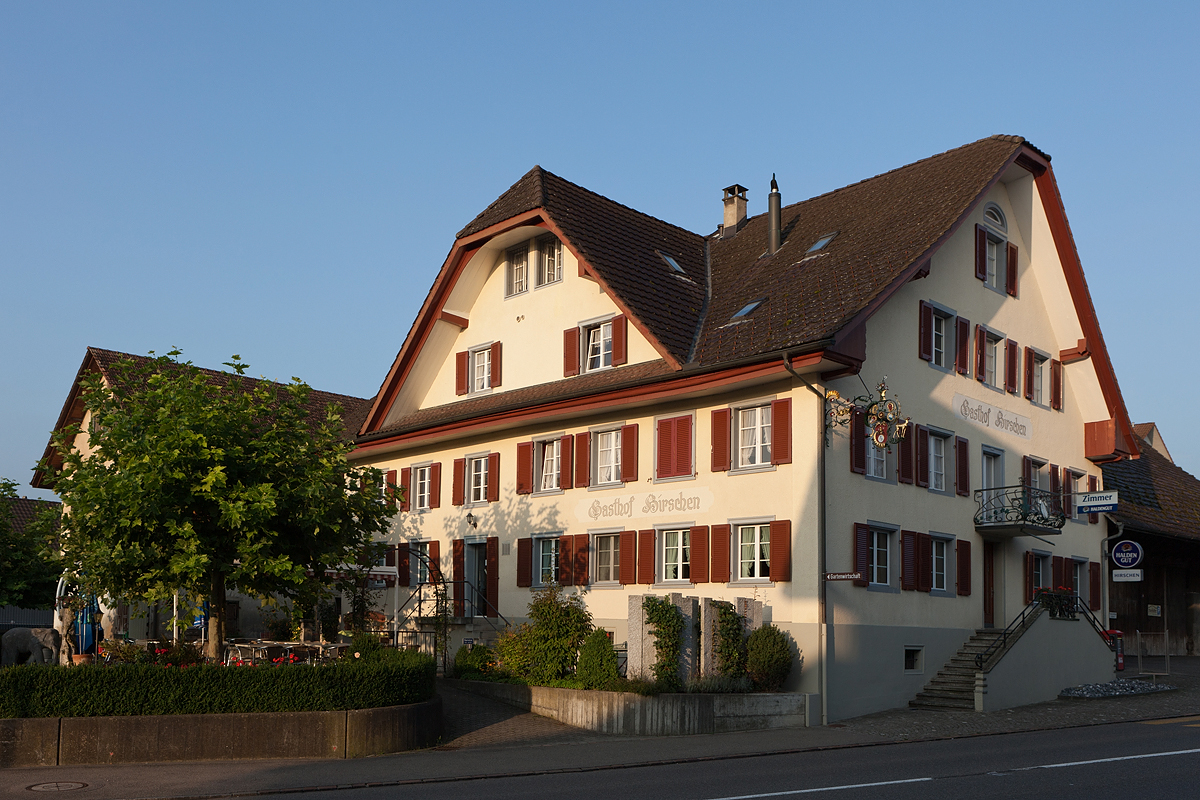
Gasthof Hirschen
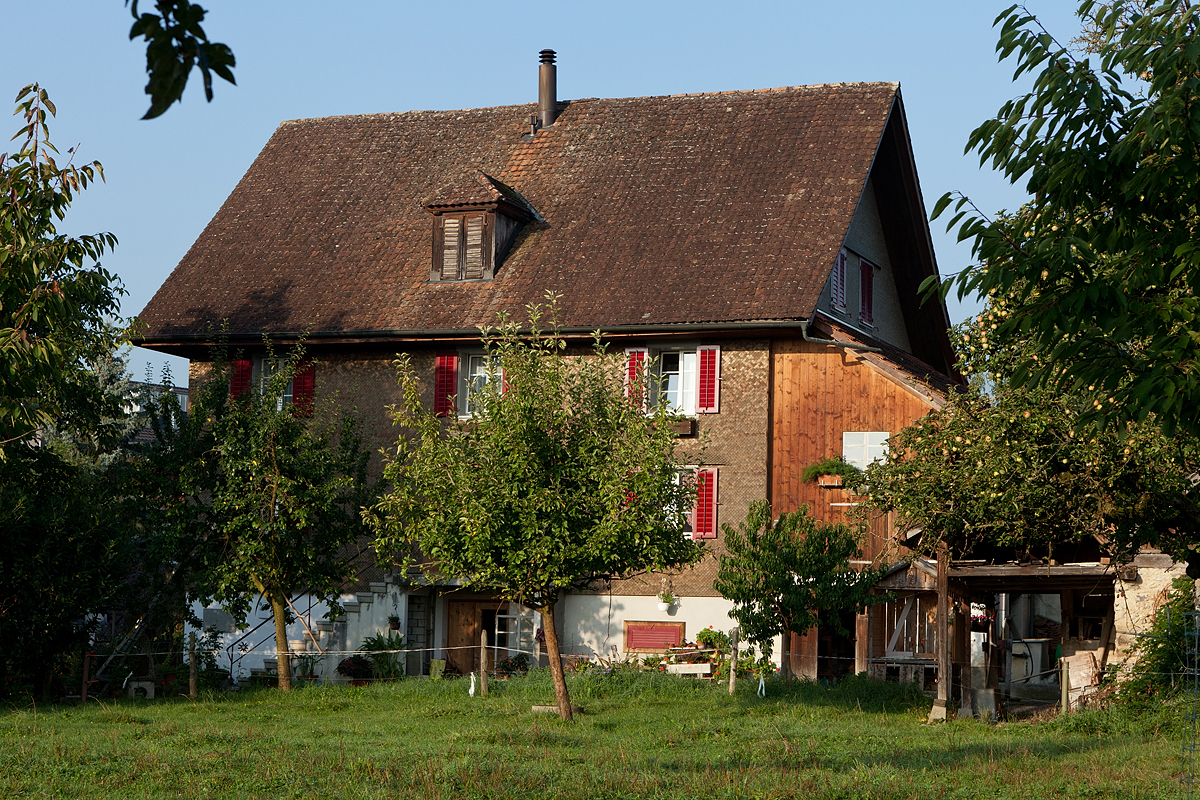
Geburtshaus der heiligen Maria Bernarda Bütler
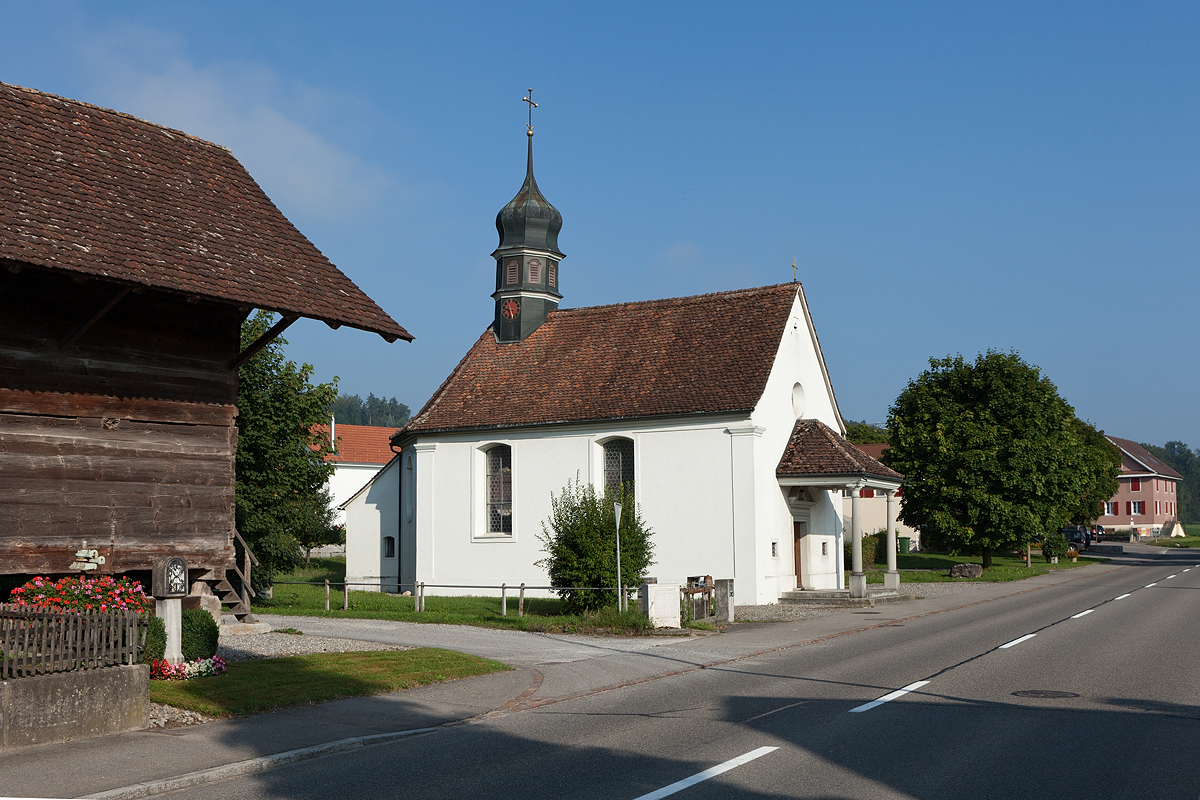
St. Josephskapelle, Rüstenschwil

## Wappen
Die Blasonierung des Gemeindewappens lautet: «In Weiss ausgerissene grüne Linde mit fünf Blättern.» Das Wappen wurde um 1920 eingeführt, wobei man sich wahrscheinlich von einem alten Grenzstein zwischen Auw und Reussegg (bei Sins) inspirieren liess, der eine Linde zeigt. Das Wappen von Beinwil (Freiamt) besitzt das gleiche Motiv, allerdings auf gelbem Grund.
Bis etwa 1950 war das Wappen des Amtes Meienberg gebräuchlich, welches aus einer grünen Linde auf einem grünen Dreiberg vor einem weissen Hintergrund bestand. Dieses Wappen ist heute noch auf dem Gewölbe der Pfarrkirche, auf der alten Vereinsfahne der Musikgesellschaft Auw (1938) und auf dem Dorfbrunnen beim Gasthaus Linde (1947) präsent.

## Bevölkerung
Die Einwohnerzahlen entwickelten sich wie folgt:
| Jahr      | 1850 | 1900 | 1930 | 1950 | 1960 | 1970 | 1980 | 1990 | 2000 | 2010 | 2020 |
| Einwohner | 881  | 703  | 715  | 856  | 815  | 853  | 956  | 1048 | 1239 | 1690 | 2203 |

Am 31. Dezember 2023 lebten 2290 Menschen in Auw, der Ausländeranteil betrug 22,1 %. Bei der Volkszählung 2015 bezeichneten sich 65,0 % als römisch-katholisch und 12,3 % als reformiert; 22,7 % waren konfessionslos oder gehörten anderen Glaubensrichtungen an. 94,0 % gaben bei der Volkszählung 2000 Deutsch als ihre Hauptsprache an, 2,3 % Albanisch und 0,9 % Französisch.

## Politik und Recht
Die Versammlung der Stimmberechtigten, die Gemeindeversammlung, übt die Legislativgewalt aus. Ausführende Behörde ist der fünfköpfige Gemeinderat. Er wird im Majorzverfahren vom Volk gewählt, seine Amtsdauer beträgt vier Jahre. Der Gemeinderat führt und repräsentiert die Gemeinde. Dazu vollzieht er die Beschlüsse der Gemeindeversammlung und die Aufgaben, die ihm vom Kanton zugeteilt wurden. Für Rechtsstreitigkeiten ist in erster Instanz das Bezirksgericht Muri zuständig. Auw gehört zum Friedensrichterkreis XIII (Muri).

## Wirtschaft
In Auw gibt es gemäss der im Jahr 2015 erhobenen Statistik der Unternehmensstruktur (STATENT) rund 600 Arbeitsplätze, davon 26 % in der Landwirtschaft, 40 % in der Industrie und 34 % im Dienstleistungssektor. Mehr als die Hälfte der Erwerbstätigen sind jedoch Wegpendler, die mehrheitlich in den Agglomerationen von Luzern und Zug arbeiten.

## Verkehr
Durch die Gemeinde verläuft die Hauptstrasse 25 von Lenzburg über Sins nach Zug. Auw ist mit Sins durch eine Linie der Busbetriebe Seetal-Freiamt (seit 2004 Teil der Zugerland Verkehrsbetriebe) verbunden, während Rüstenschwil durch die Postautolinie Muri–Beinwil (Freiamt) erschlossen wird. An Wochenenden verkehrt ein Nachtbus von Zug über Sins und Muri nach Mühlau.

## Bildung
Die Gemeinde verfügt über einen Kindergarten und eine Primarschule. Sämtliche Oberstufen der obligatorischen Volksschule (Realschule, Sekundarschule, Bezirksschule) können in Sins besucht werden. Das nächstgelegene Gymnasium ist die Kantonsschule Wohlen.

## Persönlichkeiten
- Maria Bernarda Bütler (1848–1924), kath. Heilige, Ordensschwester
- Niklaus Bütler (1786–1864), Kirchenmaler
- Anton Bütler (1819–1874), Kunstmaler, Sohn von Niklaus Bütler, Bruder von Joseph Niklaus Bütler
- Joseph Niklaus Bütler (1822–1885), Kunstmaler, Sohn von Niklaus Bütler, Bruder von Anton Bütler
- Frowin Conrad (1833–1923), Benediktiner, Abt von Conception (USA), Bruder von Peter Conrad
- Ignatius Conrad (1846–1926), Benediktiner, Abt von Neu-Subiaco (USA), Bruder von Peter Conrad
- Peter Conrad (1850–1914), Politiker, Regierungsrat des Kantons Aargau